# Killary Harbour
Killary Harbour (engelska: Killary Fjord) är en fjord i republiken Irland.   Den ligger i grevskapet Maigh Eo och provinsen Connacht, i den nordvästra delen av landet, 240 km väster om huvudstaden Dublin.